# Windalco
Windalco est un complexe de minage de bauxite et de transformation en aluminium,  situé en Jamaïque. Il comprend deux raffineries d'aluminium à Ewarton et à Kirkvine, ainsi que deux mines à Kirkvine et à Ewarton. Windalco appartient à Rusal à 93 %. Le complexe appartenait auparavant à Alcan. Il a fermé durant l'année 2009 à la suite de la crise économique, alors que la raffinerie de Kirkvine est resté fermée depuis. Windalco a eu une production de 1,2 million tonnes d'aluminium en 2010.